# Múscul temporoparietal
El múscul temporoparietal (musculus temporoparietalis) és un múscul ample i prim situat per sobre el múscul auricular superior, el qual ajuda a generar el moviment facial, fent possibles gestos als ulls, orelles i front.

## Origen i inserció

Posició del múscul temporoparietal (apareix en vermell).

Aquest múscul pertany al cuir cabellut, que s'estén per sobre la fàscia temporal. Està al costat del múscul occipitofrontal, i s'encarrega de l'elevació de les orelles, d'obrir les parpelles i de recollir el front.